# Kut Chap (huyện)
Kut Chap (tiếng Thái: กุดจับ) là một huyện (amphoe) ở phía tây của tỉnh Udon Thani, đông bắc Thái Lan.

## Địa lý
Các huyện giáp ranh (từ phía bắc theo chiều kim đồng hồ) là: Ban Phue, Mueang Udon Thani và Nong Wua So của tỉnh Udon Thani, Na Klang và Suwannakhuha của tỉnh Nongbua Lamphu

## Lịch sử
Tiểu huyện (king amphoe) đã được lập ngày 20/7/1972, khi ba tambon Kut Chap, Pa Kho và Chiang Pheng được tách ra từ Mueang Udon Thani. Đơn vị này đã được nâng cấp thành huyện ngày 8/9/1976.

## Hành chính
Huyện này được chia thành 7 phó huyện (tambon), các đơn vị này lại được chia ra thành 94 làng (muban). Có 4 thị trấn (thesaban tambon) - Chiang Pheng, Sang Ko và Tan Lian mỗi đơn vị nằm trên một phần của tambon cùng tên, và Kut Chap nằm trên một phần của the tambon Kut Chap and Mueang Phia. Có 7 Tổ chức hành chính tambon.
| TT | Tên          | Tên Thái | Số làng | Dân số |
| -- | ------------ | -------- | ------- | ------ |
| 1  | Kut Chap     | กุดจับ     | 11      |        |
| 2  | Pa Kho       | ปะโค     | 14      |        |
| 3  | Khon Yung    | ขอนยูง    | 14      |        |
| 4  | Chiang Pheng | เชียงเพ็ง  | 14      |        |
| 5  | Sang Ko      | สร้างก่อ   | 13      |        |
| 6. | Mueang Phia  | เมืองเพีย  | 15      |        |
| 7. | Tan Lian     | ตาลเลียน  | 13      |        |